# Haličské knížectví
Haličské knížectví (starorusky Галицкоє кънѧжьство), někdy nazývaného jako Haličská Rus, bylo východoslovanské (ruské) knížectví Kyjevské Rusi ve 12. století. Bylo založeno potomky ze starší linie kyjevského velkoknížete Jaroslava Moudrého. V roce 1199 byla Halič spojena s Volyňským knížectvím a po následnou dobu 13. století existovalo v podobě Haličsko-volyňského knížectví (později království).
Charakteristickým rysem knížectví byly zvláštní výsady šlechty a měšťanů na politickém fungování země, kdy jejich souhlas byl hlavní podmínkou pro knížecí vládu.